# Brao-Kravet jezici
Brao-Kravet jezici, malena skupina od četiri jezika koja se govore na području Kambodže i Laosa. Pripada široj zapadnobahnarskoj skupini mon-khmerskih jezika. Njima govori preko 44.000 ljudi.
Predstavnici su: kravet ili kavet [krv] (2.380; 2006 Rat PDP); kru'ng 2 [krr] (18.400 (2006 Rat PDP); lave [brb] (21.000); sou [sqq] (2.360 (2000).

## Vanjske poveznice
- Ethnologue (14th)
- Ethnologue (15th)